# Eric Frère
Eric Frère (* 30. Juni 1964 in Essen) ist ein deutsch-französischer Wirtschaftswissenschaftler und seit 2001 Professor an der FOM – Hochschule für Oekonomie und Management mit Hauptsitz in Essen. Zudem ist er Dekan für Betriebswirtschaftslehre und leitet als Direktor das Institute for Strategic Finance (isf) und Inhaber der Frère Consult Unternehmens- und Personalberatung.

## Leben
Nach seiner Ausbildung zum Bankkaufmann bei der Deutschen Bank AG studierte Eric Frère Volkswirtschafts- und Betriebswirtschaftslehre an der Julius-Maximilians-Universität in Würzburg und der Albertus-Magnus-Universität zu Köln. Anschließend promovierte er an der Ruhr-Universität Bochum am Lehrstuhl für Wirtschaftspolitik beim seinerzeitigen Präsidenten des Rheinisch-Westfälischen Instituts für Wirtschaftsforschung (RWI) in Essen. Nach Tätigkeiten bei u. a. Credit Commercial de France (CCF), Bayer UK und Bankhaus Lampe KG ist er seit mehr als zwanzig Jahren Unternehmens- und Personalberater für Corporate Finance und Asset Management. In diesen Funktionen hat er unter anderem mehrere Börsengänge im geregelten Markt platziert und Venture Capital/Private Equity Finanzierungen realisiert. Gleichzeitig ist er als Business Angel, Beirats- und Aufsichtsratsmitglied diverser Unternehmen tätig, so zuletzt bei der Arivis AG und der Faveo AG sowie als Beirat bei der Deutschen Bank AG, der WEPEX-Unternehmensberatung oder beesmart.city.
An der FOM lehrt er seit 1998 insbesondere Finanzwirtschaft, Corporate Finance, International Entrepreneurship und International Finance. 2001 wurde er hier zum Professor berufen und 2012 erhielt er an der University of West Hungary in Sopron seine Habilitation. Zugleich ist er Direktor des isf (Institute for Strategic Finance) und Dekan der Betriebswirtschaftslehre II an der FOM. Seine Forschungsschwerpunkte liegen in den Bereichen Corporate Finance, Strategische Asset Allocation, Portfoliomanagement und Financial Compliance. Seit 2007 ist Eric Frère darüber hinaus Gastprofessor an den folgenden Universitäten und Hochschulen: Masaryk Universität Brünn (2007), Pfeiffer University Charlotte USA (2007), Fontys Hogescholen Venlo (2010), Westungarische Universität Sopron (2010), Universidad Católica San Antonio de Murcia (2011), University of Banja Luka (2012), International College of Management Sydney (2014).

## Wissenschaftliche Kooperationen (Auszug)
- seit 2011: Universidad Católica San Antonio de Murcia (UCAM) (Professor im Rahmen des PhD-Programms FOM – UCAM)
- seit 2011: University of West Hungary, Sopron (Kooperation mit der FOM)
- seit 2007: Institut für Financial Market an der Masaryk-Universität, Brünn (Mitglied im PhD-Ausschuss)[4]

## Auszeichnungen
Eric Frère ist 2014 mit dem Forschungspreis für exzellente Forschungskommunikation und 2018 mit dem BCW-Stiftungspreis NRW für exzellente Lehre ausgezeichnet worden. Außerdem hat er 2016 für sein nachhaltiges soziales Engagement für Studierende an der Universität Banja Luka in Bosnien-Herzegowina die Ehrendoktorwürde erhalten.